# Tożsamość obiektu
Tożsamość obiektu (ang. identity) – pojęcie umożliwiające odróżnienie od siebie dwóch obiektów; umożliwienie innym zdefiniowanie i zidentyfikowanie obiektu, przez pewne, określające go, cechy. Także okazywanie innym jednostkom i samemu sobie identyfikacji (utożsamiania się) z pewnymi elementami rzeczywistości społecznej.
Każdy obiekt charakteryzuje się tożsamością, dzięki której jest odróżnialny od innych obiektów występujących w systemie, niezależnie od ich stanu (w szczególnym przypadku wszystkie obiekty mogą posiadać jednakowy stan, lecz w dalszym ciągu pozostają rozróżnialne). W trakcie cyklu życia obiektu tożsamość nie ulega zmianie.
Tożsamość obiektu można określać posiłkując się jego identyfikatorem (na przykład OID), adresem. Tożsamość obiektu istnieje jednak nawet wówczas, gdy nie 
określono żadnego identyfikatora.